# Armenia en los Juegos Paralímpicos de Atenas 2004
Armenia estuvo representada en los Juegos Paralímpicos de Atenas 2004 por dos deportistas, un hombre y una mujer. El equipo paralímpico armenio no obtuvo ninguna medalla en estos Juegos.